# Saint-Georges-du-Rosay
Saint-Georges-du-Rosay är en kommun i departementet Sarthe i regionen Pays de la Loire i nordvästra Frankrike. Kommunen ligger i kantonen Bonnétable som tillhör arrondissementet Mamers. År 2022 hade Saint-Georges-du-Rosay 450 invånare.

## Befolkningsutveckling
Antalet invånare i kommunen Saint-Georges-du-Rosay
| Referens: INSEE |